# Jota (gastronomia)
La jota è un piatto tipico del Friuli Venezia Giulia, del Litorale sloveno e dell'Istria.

## Caratteristiche
Si tratta di una minestra originaria della cucina friulana, ma che nella più famosa versione triestina è realizzata con capuzi garbi (cappucci acidi), fagioli e patate; viene insaporita con costine, cotenna o altra carne di maiale affumicata e non, semi di cumino e foglie di alloro.

### Varianti
Numerose le sue varianti, tra cui quella carnica, (la jota de cavoce, cioè di zucca), goriziana, carsolina, bisiaca e istriana, che aumentano la quantità di fagioli o la riducono, aggiungono altri ingredienti come orzo o mais, sostituiscono parte o tutti i crauti con la brovada o la zucca o aggiungono della farina gialla per polenta.

## Credenze popolari
Diversamente che a Trieste, dove godette sempre del massimo apprezzamento e non fu mai considerata cibo da poveri ma semmai l'opposto, la jota in Friuli veniva considerata una pietanza di ripiego, tanto che le donne usavano lamentarsi del fatto che per pura necessità erano costrette a mangiarla molto spesso:
(canzone popolare)

## Diffusione
In Friuli viene chiamata nelle rispettive varianti jote, jota o joto, ma la sua preparazione un tempo assai diffusa si è molto limitata, tanto da esservi rimasta traccia solo in Carnia, in particolar modo nella Val Degano e nella Val Pesarina quest'ultima veniva chiamata addirittura in passato cjanâl da jota (valle della jota in friulano carnico).
Simile alla jota è la mignestre di brovade sempre friulana, quest'ultima preparata però con la rapa (brovade) al posto dei crauti e il cotechino (musèt) al posto delle costine di maiale affumicate.
La jota è assai diffusa (con lo stesso nome) anche nel Litorale sloveno, particolarmente sul Carso, nella Valle del Vipacco, sul Collio e nella zona di Tolmino e Caporetto storicamente parte del Friuli.

## Nome
La prima testimonianza della jota ci viene da un documento cividalese scritto in lingua friulana del XV secolo, col nome di jottho (la -o finale al femminile è data dal fatto che in epoca medievale in tutto il Friuli si parlava una variante di friulano simile a quella che si parla ancora oggi nell'alta Val Degano). L'etimologia del nome è controversa: potrebbe derivare dal tardo latino jutta, brodaglia, che a sua volta originerebbe da una radice celtica; il che è molto probabile visto che, come riferisce il Pinguentini (Gianni Pinguentini,  Dizionario storico etimologico fraseologico del dialetto triestino, Trieste, Borsatti, 1954), lo stesso significato di brodo, brodaglia, beverone o mangime lo si ritrova nel termine cimbro yot, nell'irlandese it e nel gergo del Poitou jut. Il termine è diffuso anche in Emilia: a Parma, Reggio e Modena, infatti, dzota significa brodaglia.